# Mahine Teheiura
Mahine', cũng được gọi là Te-hei-’ura hay Puru (1761–1838) là quốc vương đảo Huahine.
Mahine Tehei’ura trở thành vua cai trị Đảo Huahine năm 1810 sau sự thoái vị của anh ông, Quốc Vương Tenania. Năm 1815, ông lại thoái vị và truyền ngôi cho Teriitaria II.